# Saegertown, Pennsylvania
Saegertown, Pennsylvania (енгл. Saegertown) град је у америчкој савезној држави Пенсилванија.

## Демографија
По попису из 2010. године број становника је 997, што је 74 (-6,9%) становника мање него 2000. године.
| Група             | 2000.         | 2010.       |
| Белци             | 1.012 (94,5%) | 939 (94,2%) |
| Афроамериканци    | 27 (2,5%)     | 35 (3,5%)   |
| Азијати           | 2 (0,2%)      | 1 (0,1%)    |
| Хиспаноамериканци | 7 (0,7%)      | 12 (1,2%)   |
| Укупно            | 1.071         | 997         |